# Örményország címere

Örményország címere

Örményország címere négy részre osztott pajzs, amelyet két oldalt egy sas és egy oroszlán tart. A pajzs négy része a négy örmény királyi dinasztiát képviseli. Az első negyedben egy ezüst, a hátán keresztet viselő leopárd látható vörös mezőben. A második, kék részen egy ezüst színű, szétterjesztett szárnyú kétfejű sas, a harmadikon pedig két sas látható, fejüket a Napkorong felé fordítva (a sas és a nap ezüst, a mező kék). A negyedik negyed egy ezüst színű, keresztet viselő oroszlán látható vörös mezőben. A szívpajzson két hegy található – az egyikük az Ararát-hegy – Noé bárkájával, a csúcsok alatt három hullámos sáv van.

## Története
A címert 1918-ban használták először, majd 1991-től ismét az ország jelképe.